# Kaffe Fassett
Kaffe Fassett (* 1937 in San Francisco, Kalifornien) ist ein US-amerikanischer Designer, Mosaik- und Textilkünstler sowie Autor, der insbesondere über das Erstellen von Quilts zahlreiche Fachbücher veröffentlichte.

## Leben
Fassett wuchs in Big Sur auf, wobei das dortige Leben ihn später in seiner Kunst stark beeinflusste, obwohl seine künstlerische Laufbahn in Großbritannien begann. Ursprünglich betätigte er sich als Maler, lernte aber das Stricken, nachdem er sich 1964 in Großbritannien niederließ.
Seine farbenprächtigen, höchst individuellen Designs sowie Muster vieler seiner Ideen veröffentlichte er in zahlreichen Büchern wie Glorious Knitting (1985), Glorious Needlepoint (1987), Glorious Inspirations (1991) und Glorious Interiors (1995), die auch in deutscher Übersetzung erschienen.

## Schriften
- Phantasievolle Strickvariationen, 1987
- Farbenfrohe Bilder auf Stramin – die Praxis der Gobelinstickerei, 1989
- Patchwork, 1999
- Interiors, 2001
- Mosaik, 2001
- Farbenfrohes Patchwork, 2002
- Caravan of quilts, 2005
- Quilt road, 2006
- Stricken mit Kaffe Fassett, 2007
- Kaffe-Fassett-country-garden-Quilts, 2008
- Quilt romance, 2009